# Remontalou
Der Remontalou ist ein kleiner Fluss im Zentralmassiv von Frankreich, der im Département Cantal der Region Auvergne-Rhône-Alpes östlich der Stadt Aurillac verläuft.

## Geografie

### Verlauf
Der Remontalou entspringt im südlichen Gemeindegebiet von Deux-Verges, verläuft generell in nördlicher Richtung durch den Regionalen Naturpark Aubrac und mündet nach rund 15 Kilometern im Gemeindegebiet von Chaudes-Aigues als linker Nebenfluss in die Truyère.

### Orte am Fluss
(Reihenfolge in Fließrichtung)
- Les Coursières, Gemeinde Deux-Verges
- Deux-Verges
- La Borie Basse, Gemeinde Deux-Verges
- Le Monteil, Gemeinde Chaudes-Aigues
- Chaudes-Aigues
- Les Angles, Gemeinde Chaudes-Aigues